# Orestes de Jerusalém
Orestes de Jerusalém foi o patriarca de Jerusalém entre 986 e 1006.

## Vida e obras
Nada se sabe sobre os primeiros anos da vida de Orestes. Seu patriarcado começou numa atmosfera tranquila por conta de sua amizade com o vizir cristão Issa ibne Nastur e sua esposa russa, também cristã, que permitiu que ele influenciasse o califa fatímida Alaziz. Porém, a situação logo mudou quando Aláqueme Biamir Alá, filho de al-Aziz, o sucedeu. A mudança foi drástica, pois o novo califa era um muçulmano fanático.

### Destruição da Igreja do Santo Sepulcro
Aláqueme acreditava ser uma encarnação de uma divindade e começou a perseguir tanto os cristãos quanto os judeus através de uma série de ordens que visavam segregá-los. Ele começou em 1004 ao ordenar que todos os cristãos e judeus vestissem um turbante preto e um cinto especial. Em 1008, ele proibiu a fabricação de vinho e proibiu a procissão do Domingo de Ramos, que saía de Betânia até a Igreja do Santo Sepulcro. Ele também começou uma campanha de conversão forçada para o Islã entre todos os oficiais cristãos, dispensando os que se negavam. Adicionalmente, ele ordenou que cristãos e judeus agora vestissem também mantos pretos, que só viajassem em mulas e portassem símbolos de sua fé nos banhos (uma cruz para os cristãos e um bezerro de madeira para os judeus).
Durante os anos de 1006-7, os vários grupos cristãos na Terra Santa comemoravam a Páscoa em dias diferentes. Durante o seu episcopado, Orestes viajou à Constantinopla, deixando o comando do patriarcado de Jerusalém e a gestão da controvérsia com o patriarca de Alexandria Arsênio de Alexandria, que estabeleceu uma data unificada para a celebração depois de ver que os cristãos egípcios e palestinos seriam incapazes de um acordo. Orestes faleceu enquanto estava em Constantinopla.
A pior afronta ainda estava por vir. Em 1009, após a morte de Orestes, o califa ordenou a destruição da Igreja do Santo Sepulcro. Ela começou em 28 de setembro de 1009 e todos os edifícios adjacentes também foram demolidos. Todos os materiais considerados de valor foram levados pelos muçulmanos.

## Ligações Externas
- Este artigo incorpora texto da Orthodox Wiki (em inglês)  (artigo "Orestus of Jerusalem").
- «A História da Igreja de Jerusalém» (em inglês). More Who is Who. Consultado em 26 de maio de 2012
- «al-ʿAzīz» (em inglês). Enciclopédia Britannica. Consultado em 26 de maio de 2012